# Białe Błoto
Białe Błoto este o arie protejată (sit de importanță comunitară — SCI) din Polonia întinsă pe o suprafață de 43,42 ha, integral pe uscat.

## Localizare
Centrul sitului Białe Błoto este situat la coordonatele 54°28′53″N 17°53′20″E / 54.4814°N 17.8888°E.

## Înființare
Situl Białe Błoto a fost declarat sit de importanță comunitară în aprilie 2004 pentru a proteja un număr necunoscut de specii din flora spontană și fauna sălbatică aflate în arealul zonei.

## Biodiversitate
Situată în ecoregiunea continentală, aria protejată conține 1 habitat natural: Turbării active.
La baza desemnării sitului se află un număr nedeclarat de specii protejate.